# Драгостин
Драгостин (болг. Драгостин) — бывшее село в Болгарии. Находится в Благоевградской области в общине Гоце-Делчев. До 1934 года называлось Боржоза. Упразднено 29 февраля 2008 года.